# Herzogtum Penthièvre
Die Grafschaft Penthièvre lag im Nordosten der Bretagne und entsprach weitgehend dem heutigen Département Côtes-d’Armor; sie wurde 1034 geschaffen, als Herzog Alain III. für seinen Bruder Odo eine Herrschaft suchte, und diente in der Folge als Paragium der jüngeren Söhne der Herzöge der Bretagne.
Die Bedeutung der Grafschaft Penthièvre wuchs aufgrund der Wirtschaftskraft des Gebietes bald so stark an, dass die Grafen für die Herzöge der Bretagne zur Konkurrenz wurden – was Herzog Peter um 1216 dazu veranlasste, die Minderjährigkeit des Amtsinhabers auszunutzen, und sich dessen Besitz zum größten Teil zurückzuholen.
Hundert Jahre später, 1317 wurde die Grafschaft Penthièvre erneut an ein jüngeres Familienmitglied vergeben, geriet dann aber schnell in die Hand der Grafen von Blois, nachdem Johanna, Gräfin von Penthièvre, Tochter Guys von Bretagne, sie 1337 dem Grafen Karl von Blois als Heiratsgut zugebracht hatte. Die Grafen von Blois nutzten Penthièvre im Bretonischen Erbfolgekrieg als ihre Bastion in der Bretagne; nach ihrer Niederlage in dieser Auseinandersetzung (1364) verkaufte die Familie Blois-Penthièvre den bretonischen Besitz an König Ludwig XI. († 1483), nicht aber den Titel selbst, der in der Familie noch bis 1727 in Gebrauch war, seit dem 16. Jahrhundert als „Herzog von Penthièvre“.
Penthièvre kam ebenfalls durch Heirat an die Häuser Brosse und Luxembourg und wurde von König Karl IX. 1569 zum Herzogtum erhoben, das aber in der Folge an die Krone fiel.
Nach dem Aussterben der Herzöge von Penthièvre stellte König Ludwig XIV. 1697 das Herzogtum wieder her und gab es einem seiner Söhne von Madame de Montespan, dem Grafen von Toulouse, Louis Alexandre, der 1737 starb. Dessen Sohn war Louis Jean Marie de Bourbon, Herzog von Penthièvre, geboren am 16. November 1725 in Rambouillet.
Durch die Vermählung seiner Tochter Marie Louise Adélaide de Bourbon mit dem als „Bürger Egalité“ bekannten Herzog von Orléans kamen die reichen Güter des Hauses Penthièvre an die Familie Orléans. In dieser erhielt den Titel eines Herzogs von Penthièvre der Sohn des Prinzen von Joinville, Prinz Pierre Philippe Jean Marie von Orléans, geboren am 4. November 1845 in Saint-Cloud.

## Grafen und Herzöge von Penthièvre

### Haus Rennes
- Odo, Sohn des Herzogs Gottfried I. von Bretagne, Graf von Penthièvre 1034–1079
- Gottfried I. Boterel, dessen Sohn, Graf von Penthièvre 1079–1093
- Stephan I., dessen Bruder, Graf von Penthièvre 1093–1138
- Gottfried II. Boterel, dessen Sohn, Graf von Penthièvre 1138–1148
- Rivallo, dessen Sohn, Graf von Penthièvre 1148–...
- Stephan II., dessen Sohn, Graf von PenthIévre, ...–1164
- Gottfried III. Boterel, dessen Bruder, Graf von Penthièvre 1164–1205
- Alain von Guimgamp, Neffe Gottfrieds II., Graf von Penthievre 1205–1212
- Heinrich I., dessen Sohn, Graf von Penthièvre 1212–1230, abgesetzt, † 1281

### Haus Frankreich-Dreux
- Peter Mauclerc von Frankreich-Dreux, Herzog von Bretagne 1213–1250, erobert Penthièvre, Graf von Penthièvre 1230–1235
- Jolantha, Tochters Peters, Gräfin von Penthièvre 1235–1272
- Johann I. der Rote, Bruder Jolanthas, Herzog von Bretagne 1250–1286, Graf von Penthièvre 1272–1286
- Johann II., Sohn Johanns I., Herzog von Bretagne, Graf von Penthièvre 1286–1305
- Arthur II., Sohn Johanns II., Herzog von Bretagne, Graf von Penthièvre 1305–1312
- Johann III., Sohn Arthurs II., Herzog von Bretagne 1312–1341, Graf von Penthièvre 1312–1314
- Guido, Bruder Johanns III., Vizegraf von Limoges 1314–1317, Graf von Penthièvre 1317–1331
- Johanna, Tochter Guidos, Gräfin von Penthièvre 1331–1384, Vizegräfin von Limoges 1341–1384, ⚭ Karl von Blois, jüngerer Sohn des Grafen Guido, Herzog der Bretagne 1345–1364

### Haus Châtillon
- Johann, Sohn Karls und Johannas, Graf von Penthièvre und Vizegraf von Limoges 1384–1404, ⚭ Marguerite de Clisson, Tochter des Olivier V. de Clisson
- Oliver, Sohn Johanns, Graf von Penthièvre 1404–1420 und Vizegraf von Limoges 1404–1433, verliert Penthièvre
- Johann, Bruder Olivers, als Graf von Penthièvre eingesetzt 1448, † 1454
- Nicole d'Avaugour, Nichte Johanns, Gräfin von Penthièvre 1454–... ⚭ Jean II. de Brosse († 1485)

### Haus Brosse
- Jean III. de Brosse, Sohn von Jean II. und Nicole d'Avaugour, Graf von Penthièvre 1485–1502
- René de Brosse, Sohn von Jean III., Graf von Penthièvre 1502–1525
- Jean IV. de Brosse, Sohn Renés, Graf von Penthièvre, 1536 Herzog von Étampes, 1545 Herzog von Chevreuse, † 27. Januar 1564
- Charlotte, Schwester von Jean IV., Erbin von Penthièvre und Étampes; ⚭ Francois II. de Luxembourg, Vicomte de Martigues

### Haus Luxemburg-Ligny,Haus ChâtenoisundHaus Valois-Angoulême
- Sébastien de Luxembourg, Sohn von Franz und Charlotte, Herzog von Penthièvre, † 1569
- Maria, Tochter Sebastians, † 1623, ⚭ 1579 Philippe-Emmanuel de Lorraine, Herzog von Mercœur 1577–1602
- Charles Bâtard de Valois, † 1650, 1619 Graf von Penthièvre, 1620 Herzog von Angoulême
- Franziska von Lothringen, Tochter Marias und Philipp Emmanuels, † 1669, Erbin von Mercœur und Penthièvre, ⚭ César de Bourbon, Herzog von Vendôme

### Haus Bourbon-Vendôme
- Ludwig I., Sohn Césars und Franziskas, Herzog von Vendôme etc., † 1669
- Ludwig II., dessen Sohn, Herzog von Vendôme etc., 1712
- Philipp, dessen Bruder, Herzog von Vendôme etc., † 1727

### Haus Bourbon-Penthièvre
- Louis Alexandre, Herzog von Penthièvre, Graf von Toulouse, † 1737, legitimierter Sohn des Königs Ludwig XIV.
- Louis Jean Marie, Herzog von Penthièvre, Rambouillet, Aumale, Gisors etc., † 1793, Sohn Louis Alexandres,
- Adelaïde de Bourbon-Penthièvre, genannt Mademoiselle de Penthièvre, Tochter Louis Jean Maries, † 1821, ⚭ 1769, geschieden 1792/1793, Louis-Philippe-Joseph, Herzog von Orléans (Philippe Égalité) († 1793), Eltern des späteren Königs Louis Philippe